# Dendrobiella leechi
Dendrobiella leechi är en skalbaggsart som beskrevs av Vrydagh 1960. Dendrobiella leechi ingår i släktet Dendrobiella och familjen kapuschongbaggar. Inga underarter finns listade i Catalogue of Life.